# Diathoneura triseta
Diathoneura triseta är en tvåvingeart som först beskrevs av Malloch 1924.  Diathoneura triseta ingår i släktet Diathoneura och familjen daggflugor.
Artens utbredningsområde är Costa Rica. Inga underarter finns listade i Catalogue of Life.